# Berkley (Iowa)
Berkley è un comune degli Stati Uniti d'America, situato nello Stato dell'Iowa, nella contea di Boone.